# 原俊雄
原 俊雄（はら としお、1966年 - ）は日本の会計学者。横浜国立大学元経営学部長、日本簿記学会元副会長。元会計検査院特別研究官。

## 経歴・人物
長崎県長崎市出身。1989年、横浜国立大学経営学部卒業（大藪俊哉ゼミ所属）。1991年、横浜国立大学大学院経営学研究科修士課程修了。1994年、一橋大学大学院商学研究科博士課程単位取得満期退学（安藤英義ゼミ所属）。
1994年からは文教大学情報学部専任講師を務め、1998年に同助教授になった。2001年、横浜国立大学経営学部助教授。2004年、会計検査院特別研究官。2009年、横浜国立大学経営学部教授。2011年、カーディフ大学カーディフ・ビジネス・スクール客員研究員。2013年横浜国立大学大学院国際社会科学研究院教授。2017年横浜国立大学経営学部長。2017年から2020年まで日本簿記学会副会長を務めた。
会計システム、簿記、公会計の研究などを行い、2005年には泉宏之教授、高橋賢助教授と共同で第17回日本簿記学会学会賞を受賞した。指導学生には実業家の穂刈正樹（2016年卒）、YouTuberのスーツ（2022年卒）がいる。

## 著書
- 『会社のしくみと企業会計』産業能率大学
- 『簿記テキスト』（大藪俊哉、壹岐芳弘、泉宏之と共著）中央経済社
- 『テキスト会計学講義』（高橋賢、大森明、大雄智、木村晃久、君島美葵子、前山政之と共著）中央経済社